# Los Simpson: el videojuego
Los Simpson: el videojuego (título original: The Simpsons Game) es un videojuego de plataformas basado en la serie de televisión Los Simpson para Nintendo DS, Wii, Xbox 360, PlayStation 2, PlayStation 3 y PlayStation Portable en 2007. Fue publicado y distribuido por Electronic Arts. Salió a la venta en Norteamérica en octubre de 2007 y en todo el mundo en noviembre de 2007, unos meses después de Los Simpson: la película. Cuenta con un argumento original, no relacionado con la película, escrito por los guionistas Tim Long y Matt Warburton. En la trama autorreferencial, la familia descubre que se ve obligada a participar en otro videojuego de Los Simpson. Al igual que la serie, el juego se burla de la cultura popular, de muchos otros videojuegos y de Electronic Arts, su editor.
El juego sigue a los cinco miembros de la familia Simpsons —Homer, Marge, Bart, Lisa y Maggie— que se enteran de que forman parte de un videojuego y reciben superpoderes para resolver varias situaciones. Finalmente, deben salvar a sus predecesores de 8 bits de Will Wright y del creador de sus personajes de videojuego, Matt Groening. La familia Simpson viaja a cuatro escenarios en parodias de otros juegos para recoger las cartas clave que les permitirán infiltrarse en la mansión de su creador y, en última instancia, salvar a sus predecesores de la destrucción para revertir la prohibición de los videojuegos impuesta durante generaciones.
El juego tuvo una acogida entre mixta y positiva por parte de los críticos de videojuegos. Alabaron su aspecto visual, su guion y su fidelidad al material original, mientras que criticaron su corta duración y su deficiente sistema de cámaras, que no siempre funcionaba correctamente. The Simpsons Game recibió el premio al mejor juego basado en una película o programa de televisión en los Spike Video Game Awards de 2007 y fue nominado al mejor guion de videojuegos en los Writers Guild of America Awards de 2007. A 31 de enero de 2008, se habían vendido cuatro millones de copias del juego en todo el mundo.

## Sistema de juego
Los jugadores pueden controlar a la familia Simpson, cada uno con sus propias habilidades. En cada nivel se puede jugar con dos miembros diferentes de la familia, aparte del nivel tutorial, «The Land of Chocolate», en el que sólo Homer es jugable, en todos los niveles en los que aparece Marge, en los que Maggie también es jugable, y en el nivel final, «Game Over», en el que todos los miembros de la familia son jugables. El juego contiene dieciséis niveles, llamados episodios, y cada uno requiere poderes específicos para completarse. Por ejemplo, en el cuarto episodio, «Lisa the Tree Hugger», el jugador debe usar el poder «Mano de Buda» de Lisa para mover objetos grandes, y el tirachinas de Bart para apagar máquinas. Aparecen enemigos exclusivos de cada episodio, con la excepción del nivel final, en el que los enemigos ya derrotados se «reciclan» con colores diferentes.
Una vez completados todos los episodios, hay varios desafíos disponibles. Estos incluyen encontrar todos los objetos coleccionables para cada personaje, encontrar todos los clichés de los videojuegos, y en las versiones para PlayStation 3, Xbox 360 y Nintendo DS, completando una determinada tarea relacionada con la trama de cada episodio en una contrarreloj.
La pantalla frontal de Los Simpson: el videojuego cuenta con medidores de salud para ambos personajes en cada nivel, y un medidor de ataque y un medidor de poder especial para el personaje controlado en ese momento por el jugador. El juego cuenta con un modo cooperativo para dos jugadores, que tiene una pantalla dividida y permite a cada jugador controlar a uno de los dos personajes que aparecen en ese nivel.
La versión para DS del juego se desarrolló por separado de sus homólogas para consola y es una aventura de desplazamiento lateral. También ofrece varias características que no están disponibles en las otras versiones. Se pueden desbloquear y jugar a varios minijuegos, la mayoría versiones actualizadas de juegos arcade como Frogger y Space Invaders, este último con referencias a los alienígenas Kang y Kodos de los episodios de Treehouse of Horror. También se puede acceder a una mascota virtual, llamada «Mascota Homer», que permite a los jugadores alimentar, entretener y salvar a Homer de amenazas como la asfixia y los infartos.

### Personajes jugables
El juego cuenta con cinco personajes jugables: Homer, Bart, Lisa, Marge y Maggie. En el manual del juego, Maggie y Marge se cuentan como un solo personaje, pero tienen una jugabilidad y unos controles diferentes.
Homer es el primer personaje jugable disponible para el jugador en el nivel «The Land of Chocolate». Sus habilidades consisten en convertirse en la «bola de Homer» comiendo potenciadores alimenticios que le permiten rodar y golpear objetos; conviértete en un Homer de gominola comiendo pequeñas Venus de Milo de gominola para disparar granadas de gominola; come chiles picantes para convertirte en Homer Pimienta Loca y usar bombas de lava y fuego; e inhalar helio para convertirse en globo y flotar en el aire. El poder especial de Homer es un eructo gigante, que puede aturdir a los enemigos.
Bart aparece por primera vez en el segundo nivel del juego «Bartman Begins». Puede transformarse en Bartman, lo que le permite utilizar tirolinas, escalar ciertas paredes, planear sobre largas distancias y realizar otras proezas acrobáticas. El poder especial de Bart es lanzar una avalancha de murciélagos hacia los enemigos. Puede usar su tirachinas para derrotar enemigos y golpear objetivos desde lejos.
Lisa aparece en el cuarto nivel, «Lisa the Tree Hugger». Su principal estilo de ataque son las patadas, y su poder es la «Mano de Buda». Puede usarla para golpear, aplastar, congelar o enviar rayos a los enemigos, así como para levantar ciertos objetos. El poder especial de Lisa es tocar su saxofón para atacar y aturdir a los enemigos. A medida que avanzan los niveles, Lisa puede usar su saxofón para volver a los enemigos unos contra otros.
Marge es el personaje menos jugable. Introducida en el quinto nivel, «Mob Rules», Marge aprende que su poder es hacer que grandes multitudes la obedezcan. Puede usar su turba para derribar obstáculos, construir objetos, atacar a los enemigos y reparar objetos. Al usar el potenciador «Marge policía», su fuerza aumenta durante un breve periodo de tiempo, pero esta función solo está disponible en las versiones de Xbox 360 y Playstation 3.
Maggie es, en efecto, una extensión de Marge, con la que se puede jugar brevemente en conductos de aire y otros espacios pequeños. Su habilidad consiste en entrar en zonas a las que otros personajes no pueden acceder, y sólo tiene un ataque (usando su chupete). Maggie sólo puede utilizarse en determinadas zonas del juego, y se convierte en un PNJ amistoso conectado a Marge fuera de esas zonas.

## Trama
Aunque ambos se estrenaron durante el mismo año y ambos fueron grandes nombres en sus respectivas industrias, Los Simpson: el videojuego tiene un argumento diferente al de Los Simpson: la película. El juego comienza con Homer teniendo una fantasía inducida por el caramelo sobre un mundo de chocolate en el que intenta atrapar y comerse un conejo de chocolate blanco; al despertar, se disgusta al descubrir que todo ha sido un sueño.
Mientras tanto, Bart va a la tienda de videojuegos y soborna al Adolescente Chillón para que le deje comprar el nuevo juego Grand Theft Scratchy, pero Marge se lo confisca debido a su postura personal en contra de los videojuegos violentos. Mientras Bart se lamenta, un manual de videojuegos cae del cielo delante de él. Leyendo el manual, Bart descubre que él y el resto de su familia tienen poderes especiales. Bart utiliza sus poderes de Bartman para impedir que los matones de la escuela Jimbo, Kearney y Dolph roben el Museo de Historia Natural por orden del director Skinner para utilizar las exposiciones del museo para la clase de ciencias, Homer utiliza su habilidad para ganar un concurso de comer, Lisa utiliza sus poderes para detener un proyecto de deforestación organizado por el Sr. Burns y Marge utiliza sus poderes para influir en las multitudes para detener el lanzamiento de Grand Theft Scratchy en Springfield, aunque Lisa señala que es hipócrita que haya utilizado la violencia para detener un videojuego violento.
Durante la cena, la familia está eufórica con sus nuevos poderes. Sin embargo, esto lleva a una discusión sobre lo que deberían hacer con ellos. Los extraterrestres Kang y Kodos deciden atacar la Tierra, y se produce una invasión alienígena. Al darse cuenta de que ninguno de sus poderes es lo suficientemente fuerte como para derrotar el ataque alienígena, Bart y Lisa visitan al profesor Frink. Irrumpen en su casa al darse cuenta de que no está. Dentro, descubren un portal que los envía a un lugar llamado el motor del juego, donde se hacen todos los videojuegos. Tras salvarlo de un gorila gigante, Frink les entrega la guía del jugador de Los Simpson: el videojuego para enseñarles a utilizar mejor sus poderes y a obtener otros nuevos, y la familia Simpson se dispone a detener la invasión alienígena. En primer lugar, Bart y Lisa ayudan al capitán McCallister a defenderse de los delfines controlados mentalmente que atacan el acuario de la ciudad. Después, Bart y Homer derrotan a la estatua de Lard Lad, que ha cobrado vida. Por último, salvan el centro comercial de Springfield y a Cletus de una fuerza alienígena liderada por Sideshow Bob.
Para averiguar la verdad, la familia recurre a Internet para descubrir más sobre los poderes que tienen en el juego, pero son enviados al motor del juego cuando Homer derrama cerveza sobre el teclado por accidente. Allí descubren a Will Wright, que está destruyendo copias de un antiguo juego de Los Simpson de 8 bits y a sus personajes. La familia consigue salvar a sus predecesores de 8 bits antes de que Wright los destruya, y descubren que también quedarán obsoletos cuando salga el próximo juego de Los Simpson. La única forma de evitarlo es hablar con el creador de los juegos y convencerle de que no los destruya. Para poder acceder a su mansión, la familia necesita adquirir cuatro tarjetas llave de cuatro próximos juegos de Los Simpson. En primer lugar, Homer y Marge derrotan a un dragón de dos cabezas cuyas cabezas son las de Patty y Selma en el juego Neverquest. A continuación, Homer y Bart viajan a Francia durante la Segunda Guerra Mundial para frustrar el plan del Sr. Burns de robar cuadros franceses de valor incalculable, en el juego Medalla de Homer. A continuación, Lisa y Homer viajan al antiguo Japón para derrotar al malvado Sr. Suciedad como Milhouse y su «Sparklemon» en el juego Big Super Happy Fun. Marge y Lisa viajan entonces a Grand Theft Scratchy, eliminando todo el material ofensivo y sustituyéndolo por material más familiar.
Una vez que tienen las cuatro tarjetas llave, Bart y Homer se infiltran en la mansión del creador. Son recibidos por Matt Groening, que envía a los personajes de Futurama Bender y el Dr. Zoidberg tras ellos. La familia consigue derrotarlos, sin embargo, Matt Groening admite que sólo crea nuevos juegos por dinero, y destruye el motor del juego. Los Simpson, junto con otros personajes de los juegos, escapan a Springfield, donde los alienígenas siguen atacando. Lisa utiliza su poder para crear una escalera al cielo para que la familia pueda pedir ayuda a Dios. Por el camino tienen que derrotar a las figuras históricas fallecidas William Shakespeare y Benjamin Franklin, y a varios otros enemigos «reciclados» que la familia había matado durante los niveles anteriores del juego. Tras ser derrotado en una partida de Dance Dance Revolution, Dios revela que el videojuego en el que se encuentran es un minijuego de otro videojuego sobre la Tierra. Dejó caer el manual del videojuego por accidente, dotando así a la familia de superpoderes. Al darse cuenta de su error, promete restaurar Springfield, dejarles conservar sus poderes y mejorar las condiciones de trabajo de todos los personajes de videojuegos. También le concede a Homer tres deseos. Lisa pregunta si Dios se pregunta alguna vez si él mismo es un personaje de videojuego. Mientras Dios se burla nerviosamente de esta teoría, resulta que Ralph Wiggum está jugando todo el juego antes de mirar a la pantalla, preguntándose quién le está mirando.

## Desarrollo

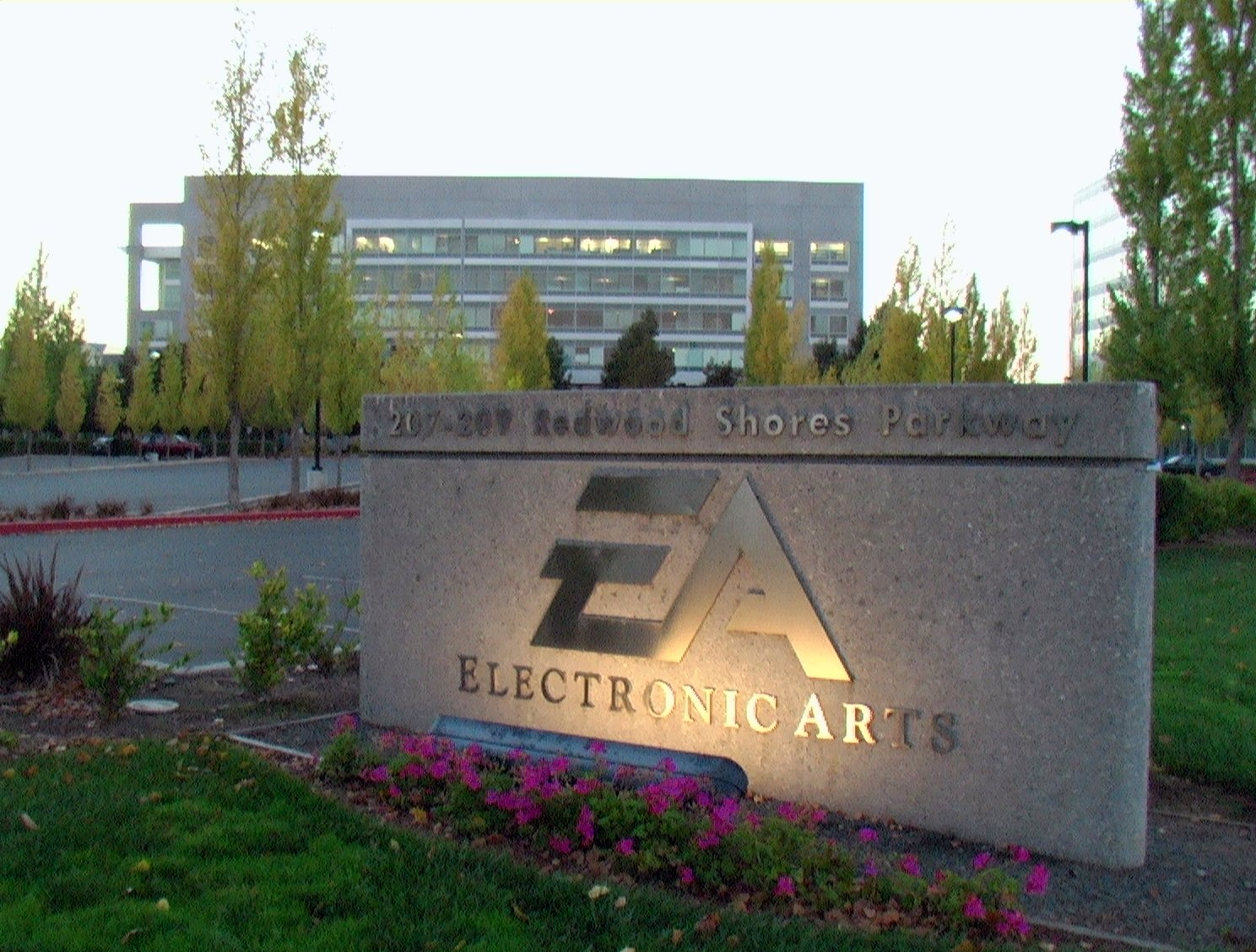
El equipo de Redwood Shores de Electronic Arts, con sede en Redwood City, California, desarrolló Los Simpson: el videojuego, y Electronic Arts lo publicó y distribuyó.

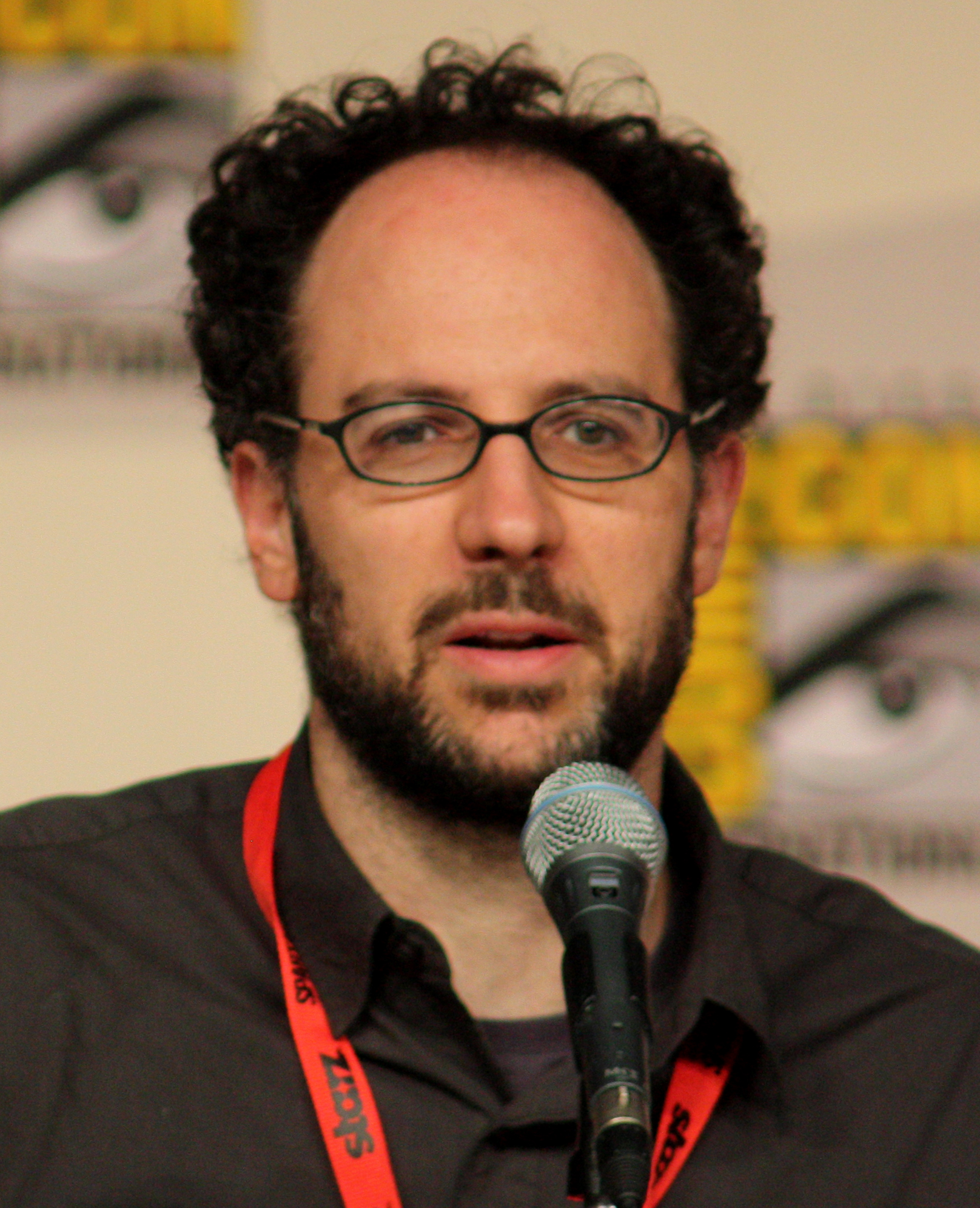
Matt Selman fue el guionista jefe de Los Simpson: el videojuego.

El argumento del juego fue escrito por Tim Long, Matt Selman y Matt Warburton, guionistas habituales de Los Simpson. Querían crear algo que atrajera a los fans de la serie y que fuera, por derecho propio, «un nuevo gran juego». Matt Groening y los guionistas tuvieron continuos comentarios sobre el contenido del juego, desde su «aspecto y sensación» hasta sus puzles y jugabilidad. El productor ejecutivo del juego, Scot Amos, dijo que fue una colaboración increíble entre los guionistas y los desarrolladores. Selman, el guionista jefe, dice que la razón por la que decidieron llamarlo Los Simpson: el videojuego y no añadir un subtítulo fue porque sentían que era un reinicio de «la franquicia de juegos de "Los Simpson" [...] un juego grande, nuevo y fresco que retoma los videojuegos y las cosas hilarantes de todos los tiempos».
Los Simpson: el videojuego fue publicado por Electronic Arts y desarrollado por su filial, EA Redwood Shores; la empresa había firmado un contrato por los derechos del videojuego de Los Simpson en 2005.  El diseñador principal del juego, Greg Rizzer, dijo que cuando preguntó a sus jefes si podían parodiar algunos juegos de Electronic Arts, entre ellos Medal of Honor, se mostraron entusiasmados. Los Simpson: el videojuego, que parodia videojuegos de 30 años antes de 2007, se vio obligado a retirar parte de su contenido después de que varias empresas de videojuegos se quejaran al respecto. Sin embargo, Rizzer se mostró satisfecho con la cantidad de parodias del juego y consideró que Los Simpson eran el «vehículo perfecto para burlarse de la industria de los videojuegos». En la Games Convention 2007 de Leipzig (Alemania), un empleado de Rockstar Games, la empresa que desarrolla la serie de videojuegos Grand Theft Auto, pidió que retiraran un cartel de «Grand Theft Scratchy», uno de los niveles del juego de Los Simpson y parodia de Grand Theft Auto. Varias empresas, sin embargo, aceptaron la parodia que el juego hacía de sus videojuegos, incluidos los desarrolladores de Harmonix, que estaban encantados con el juego «Sitar Hero», una parodia del videojuego Guitar Hero de Harmonix. Además de parodias de juegos, Los Simpson: el videojuego también cuenta con varios cameos con giros satíricos, entre ellos Matt Groening como él mismo y Will Wright como antagonista.
Los gráficos de los personajes del juego son cel-shading, y una técnica implementada ayuda a aplanar los modelos de los personajes desde cualquier ángulo desde el que los vea la cámara, para recrear el aspecto 2D dibujado a mano que se ve en la serie. Al equipo de desarrollo le resultó especialmente difícil representar el pelo de punta de Lisa en 2D en el entorno 3D del juego. Hay una carátula diferente para el juego en cada consola.

## Recepción
El juego recibió una acogida desigual, con una puntuación agregada del 71 % en Metacritic para las versiones de Xbox 360 y PlayStation 3. Los elogios se centraron en el aspecto visual y la escritura del juego, que ridiculizaba a la industria del videojuego y a la propia serie. Los Simpson: el videojuego ganó el premio al mejor juego basado en una película o programa de televisión en los Spike Video Game Awards de 2007, y fue nominado por primera vez al premio al mejor guion de videojuegos en los Writers Guild of America Awards 2007. A 31 de enero de 2008, se habían vendido cuatro millones de copias del juego en total. Sus versiones para PlayStation 2 y Nintendo DS recibieron sendos premios «Platino» de la Entertainment and Leisure Software Publishers Association (ELSPA), que indica unas ventas de al menos 300 000 ejemplares por versión en el Reino Unido. ELSPA concedió la certificación de «Plata» a las versiones del juego para Wii, Xbox 360 y PlayStation Portable, por ventas de 100 000 unidades o más cada una en la región. Peter Nowak de CBC News, lo nombró el tercer mejor juego de 2007 y lo describió como «sin duda el mejor juego protagonizado por los estrafalarios habitantes de Springfield».
El uso que hace el juego del humor al estilo de Los Simpson recibió una acogida mayoritariamente positiva. Tanto GameSpot como GameTrailers afirmaron que el juego ofrecía risas más que suficientes para que mereciera la pena jugarlo al menos una vez. IGN y GameDaily lo consideraron disfrutable tanto para los fanáticos acérrimos como para los ocasionales de Los Simpson, y también lo calificaron de juego especialmente atractivo para los fanáticos acérrimos. A pesar de los pocos problemas que tenía el juego, GameSpy dijo que merecía la pena por ver las parodias humorísticas. Sin embargo, Tom Bramwell de Eurogamer, cree que el humor del juego sólo puede llevarlo hasta cierto punto, y sugiere que los interesados en el humor de Los Simpson compren en su lugar una caja de una de las temporadas de la serie de televisión. Joe Juba de Game Informer, calificó el juego de experiencia media. Afirmó que el juego atraería sobre todo a los seguidores de la serie de televisión, pero que no merecería la pena para quienes no estuvieran familiarizados con ella.
Eurogamer alaba la implicación de gente de la serie de televisión Los Simpson en el desarrollo del juego y GameZone disfrutaron de la mecánica de dos personajes del juego y se divirtieron coleccionando objetos desbloqueables. GameTrailers opinó que los gráficos y las animaciones tenían muy buena pinta y agradeció las apariencias dibujadas a mano, aunque les pareció obvio que los personajes «nunca estuvieron realmente pensados para saltar a la tercera dimensión» debido a sus raíces en la segunda dimensión.
Las críticas al juego se centraron en su jugabilidad breve y poco estimulante y en su problemático sistema de cámaras. GameSpot consideró que la jugabilidad «no tenía nada de especial» mientras que GameZone lo calificó de juego «bastante superficial» que dependía demasiado de puzles de saltos repetitivos y de un sistema de combate débil. El juego decepcionó a IGN porque no incluía una función en línea y se consideró demasiado corto. Tanto GameZone como GameSpy consideraron que el sistema de cámaras era problemático y lo calificaron de «un coñazo» y una función «estropeada»; GameDaily también lo encontró molesto porque a menudo se quedaba atascado.
La versión para DS del juego, muy diferente de las demás versiones, recibió elogios por su jugabilidad única, pero críticas por su corta duración. IGN alabó la experiencia de juego única de la versión DS y GameSpot proclamó que era satisfactorio de principio a fin. GameSpot y GameZone, sin embargo, se mostraron decepcionados por la brevedad del juego. 1UP descubrió que, aunque Los Simpson: el videojuego parodiaba numerosas convenciones de los juegos de plataformas en 2D, las utilizaba de todos modos, lo que lo convertía en un esfuerzo inútil.